# Battista Franco Veneziano
Battista Franco Veneziano (rojen kot Giovanni Battista Franco), italijanski slikar in tiskar, * 1510, † 1561.

## Skici
1. 1 2  Record #129068403 // Gemeinsame Normdatei — 2012—2016.
2. 1 2  KulturNav — 2015.
3. ↑  Union List of Artist Names — 2017.